# Heinrich-Delp-Straße 226
Das Wohnhaus in der Heinrich-Delp-Straße 226 ist ein Bauwerk in Darmstadt-Eberstadt.

## Geschichte und Beschreibung
Das Wohnhaus wurde im Jahre 1939 nach Plänen des Architekten Jan Hubert Pinand erbaut.
Das eingeschossige Landhaus besitzt Stilelemente des Traditionalismus, der Heimatlichen Bauweise und dem Neobarock.
Das Wohnhaus besitzt ein weit heruntergezogenes, ausgebautes biberschwanzgedecktes Satteldach.
Zu den markanten Details gehört die Froschmaulgaube, die nach barockem Vorbild geschwungenen Fenster und Klappläden und die filigranen Ziergitter vor den Fenstern neben dem Eingang.

## Denkmalschutz
Das Wohnhaus gehört zu den typischen Vertretern der Landhausarchitektur der 1930er-Jahre in Darmstadt.
Das Wohnhaus ist aus architektonischen und stadtgeschichtlichen Gründen ein Kulturdenkmal.